# Гај (Ковин)
Гај је насељено место у општини Ковин, у Јужнобанатском округу, у Србији. Према попису из 2022. било је 2486 становника.

## Положај
Гај је изграђен на лесној тераси, на месту где се она благо спушта у алувијалну раван Дунава, на 78 метара надморске висине. Дунав протиче јужним ободом Гаја у дужини од 7 километара. Кроз насеље пролази регионални пут Ковин – Бела Црква. Од Ковина је удаљен 9 километара, а од Беле Цркве 35 километара. Поред тога Гај је повезан асфалтним путем преко Малог Баваништа са Дунавом. Стиже се у оближњи рудник угља Ковин. Близу села се налази и велико налазиште тресета.

## Историја

### Период од1355. до1999. године
Место Гај спада у ред веома старих насеља. Историјски документ о Гају датира из 1355. године када је забележен као насеље које припада Крашовској жупанији. На месту Старог села данас постоји православни манастир и неколико салаша. Током 14. и 15. века Гај је био значајна раскрсница између ковинског утврђења, дубовачког на Дунаву и насеља на северу.
У „Летопису“ Фелика Милекера „У првим налетима Турака био је уништен и све до 1713. године није постојао. После протеривања Турака досељава се известан број становника, а 1717. године припадао је вршачком округу. Године 1753. означен је као српско насеље. Велике поплаве педесетих година 18. века, потпуно су уништиле насеље, тако да је на карти Мерција из 1761. године означено као ненасељено. Након тога насеље се гради на данашњем месту“.
Аустријски царски ревизор Ерлер је 1774. године констатовао да место припада Панчевачком дистрикту. Село има милитарски статус а становништво је било измешано, српско и влашко.
"Године 1770. по наређењу Марије Терезије припао је српској војној граници, а 1873. године прикључен је тамишкој жупанији и исте године добија право на одржавање недељних пијаца. Три године касније формирана је Кредитна задруга. Од 1893. до 1895. године подиже се парк у центру насеља“.
Током 1900. године, формирана је Водна задруга која је изградила насип поред Дунава. После Првог светског рата Гај је ушао у састав подунавске области. У првим послератним годинама доселио се известан број Румуна, претежно сточара и 20 чешких породица из Гарника.
Гај има богату револуционарну традицију. У Гају је 8. марта 1942. године у кући породице Стојковић основан Јужнобанатски партизански одред. У НОБ своје животе дало је близу 200 становника Гаја. У октобру 1965. године у знак сећања на Мишу Стојковића откривена је биста погинулом команданту Одреда.
По попису из 1869. године Гај је имао 1.526 становника, а по последњем попису 2002. године 3.302 становника. Срби су изразито најбројнији народ у Гају.
Прва школа је почела са радом још крајем 18. века као четвороразредна, у 19. веку имала је 6 разреда, а од Другог светског рата је осмогодишња. Помиње се 1840. године као пренумерант месни учитељ Теодор Вујчић. Основна школа „Миша Стојковић“ ради од 1985. године у новој згради која задовољава све захтеве данашњег образовања. У Гају постоји Дом културе у коме ради КУД „Гај“ и библиотека. Постоје Српска православна црква подигнута 1791. године, католичка црква подигнута 1940. године, а у Старом селу Српски православни Манастир светих 40 мученика из 1781. године — Манастир Стари Гај.
Током 1980. године изграђена је нова здравствена станица са апотеком. У Гају постоји неколико спортских клубова: ФК "Партизан“, ОК "Будућност“, Шах клуб „Гај“, Коњички клуб, Удружење спортских риболоваца “Барски караш“ као и Ловачко друштво, Добровољно ватрогасно друштво, Актив жена и друга удружења.

## Демографија
У насељу Гај живи 2540 пунолетних становника, а просечна старост становништва износи 39,0 година (37,9 код мушкараца и 40,1 код жена). У насељу има 989 домаћинстава, а просечан број чланова по домаћинству је 3,34.
Ово насеље је углавном насељено Србима (према попису из 2002. године), мада је ово и једно од неколицине места са знатнијом чешком заједницом. У последња три пописа, примећен је пад у броју становника.
|  |

| Демографија | Демографија | Демографија |
| Година      | Становника  | Становника  |
| ----------- | ----------- | ----------- |
| 1948.       | 3.139       |             |
| 1953.       | 3.275       |             |
| 1961.       | 3.532       |             |
| 1971.       | 3.701       |             |
| 1981.       | 3.661       |             |
| 1991.       | 3.432       | 3.347       |
| 2002.       | 3.302       | 3.510       |
| 2011.       | 2.929       |             |
| 2022.       | 2.486       |             |

| Етнички састав према попису из 2002.‍ | Етнички састав према попису из 2002.‍ | Етнички састав према попису из 2002.‍ | Етнички састав према попису из 2002.‍ | Етнички састав према попису из 2002.‍ |
| ------------------------------------ | ------------------------------------ | ------------------------------------ | ------------------------------------ | ------------------------------------ |
|                                      |                                      |                                      |                                      |                                      |
| Срби                                 | Срби                                 |                                      | 2.619                                | 79,31%                               |
| Роми                                 | Роми                                 |                                      | 191                                  | 5,78%                                |
| Чеси                                 | Чеси                                 |                                      | 137                                  | 4,14%                                |
| Мађари                               | Мађари                               |                                      | 120                                  | 3,63%                                |
| Румуни                               | Румуни                               |                                      | 32                                   | 0,96%                                |
| Хрвати                               | Хрвати                               |                                      | 8                                    | 0,24%                                |
| Македонци                            | Македонци                            |                                      | 8                                    | 0,24%                                |
| Југословени                          | Југословени                          |                                      | 8                                    | 0,24%                                |
| Власи                                | Власи                                |                                      | 4                                    | 0,12%                                |
| Црногорци                            | Црногорци                            |                                      | 3                                    | 0,09%                                |
| Словаци                              | Словаци                              |                                      | 2                                    | 0,06%                                |
| Немци                                | Немци                                |                                      | 1                                    | 0,03%                                |
| непознато                            | непознато                            |                                      | 23                                   | 0,69%                                |

| \| \| м \| \| \| ж \| \| ? \| 10 \| \| \| 14 \| \| 80+ \| 21 \| \| \| 50 \| \| 75—79 \| 29 \| \| \| 76 \| \| 70—74 \| 67 \| \| \| 100 \| \| 65—69 \| 84 \| \| \| 118 \| \| 60—64 \| 88 \| \| \| 96 \| \| 55—59 \| 78 \| \| \| 100 \| \| 50—54 \| 126 \| \| \| 111 \| \| 45—49 \| 129 \| \| \| 94 \| \| 40—44 \| 113 \| \| \| 98 \| \| 35—39 \| 121 \| \| \| 94 \| \| 30—34 \| 115 \| \| \| 101 \| \| 25—29 \| 131 \| \| \| 109 \| \| 20—24 \| 98 \| \| \| 93 \| \| 15—19 \| 90 \| \| \| 115 \| \| 10—14 \| 101 \| \| \| 133 \| \| 5—9 \| 103 \| \| \| 111 \| \| 0—4 \| 86 \| \| \| 99 \| \| Просек : \| 37,9 \| \| \| 40,1 \| |      |  |  |      |
| |      |  |  |      |
| | м    |  |  | ж    |
| ? | 10   |  |  | 14   |
| 80+ | 21   |  |  | 50   |
| 75—79 | 29   |  |  | 76   |
| 70—74 | 67   |  |  | 100  |
| 65—69 | 84   |  |  | 118  |
| 60—64 | 88   |  |  | 96   |
| 55—59 | 78   |  |  | 100  |
| 50—54 | 126  |  |  | 111  |
| 45—49 | 129  |  |  | 94   |
| 40—44 | 113  |  |  | 98   |
| 35—39 | 121  |  |  | 94   |
| 30—34 | 115  |  |  | 101  |
| 25—29 | 131  |  |  | 109  |
| 20—24 | 98   |  |  | 93   |
| 15—19 | 90   |  |  | 115  |
| 10—14 | 101  |  |  | 133  |
| 5—9 | 103  |  |  | 111  |
| 0—4 | 86   |  |  | 99   |
| Просек : | 37,9 |  |  | 40,1 |

| Година пописа     | 1948. | 1953. | 1961. | 1971. | 1981. | 1991. | 2002. |
| ----------------- | ----- | ----- | ----- | ----- | ----- | ----- | ----- |
| Број домаћинстава | 772   | 833   | 939   | 971   | 1.044 | 972   | 989   |

| Број чланова      | 1   | 2   | 3   | 4   | 5   | 6  | 7  | 8  | 9 | 10 и више | Просек |
| ----------------- | --- | --- | --- | --- | --- | -- | -- | -- | - | --------- | ------ |
| Број домаћинстава | 185 | 214 | 156 | 169 | 129 | 82 | 37 | 11 | 2 | 4         | 3,34   |

| Пол    | Укупно | Неожењен/Неудата | Ожењен/Удата | Удовац/Удовица | Разведен/Разведена | Непознато |
| ------ | ------ | ---------------- | ------------ | -------------- | ------------------ | --------- |
| Мушки  | 1.300  | 402              | 781          | 64             | 52                 | 1         |
| Женски | 1.369  | 253              | 779          | 299            | 36                 | 2         |
| УКУПНО | 2.669  | 655              | 1.560        | 363            | 88                 | 3         |

| Пол    | Укупно                    | Пољопривреда, лов и шумарство | Рибарство                            | Вађење руде и камена | Прерађивачка индустрија       |
| ------ | ------------------------- | ----------------------------- | ------------------------------------ | -------------------- | ----------------------------- |
| Мушки  | 870                       | 476                           | 1                                    | 0                    | 113                           |
| Женски | 413                       | 271                           | 0                                    | 1                    | 33                            |
| Укупно | 1.283                     | 747                           | 1                                    | 1                    | 146                           |
|        |                           |                               |                                      |                      |                               |
| Пол    | Производња и снабдевање   | Грађевинарство                | Трговина                             | Хотели и ресторани   | Саобраћај, складиштење и везе |
| Мушки  | 44                        | 100                           | 25                                   | 4                    | 29                            |
| Женски | 3                         | 3                             | 29                                   | 4                    | 6                             |
| Укупно | 47                        | 103                           | 54                                   | 8                    | 35                            |
|        |                           |                               |                                      |                      |                               |
| Пол    | Финансијско посредовање   | Некретнине                    | Државна управа и одбрана             | Образовање           | Здравствени и социјални рад   |
| Мушки  | 1                         | 4                             | 16                                   | 7                    | 12                            |
| Женски | 0                         | 2                             | 4                                    | 18                   | 25                            |
| Укупно | 1                         | 6                             | 20                                   | 25                   | 37                            |
|        |                           |                               |                                      |                      |                               |
| Пол    | Остале услужне активности | Приватна домаћинства          | Екстериторијалне организације и тела | Непознато            | Непознато                     |
| Мушки  | 3                         | 0                             | 0                                    | 35                   | 35                            |
| Женски | 4                         | 1                             | 0                                    | 9                    | 9                             |
| Укупно | 7                         | 1                             | 0                                    | 44                   | 44                            |

## Галерија
- Костурница
- Спомен плоча
- Спомен плоча
- Споменик на улазу у Гај